# Philip S. Klebanoff
Philip S. Klebanoff (* 21. Juli 1918 in New York City; † 2. Mai 1992) war ein US-amerikanischer Physiker, der sich mit Hydrodynamik befasste.
Klebanoff studierte am Brooklyn College mit dem Bachelor-Abschluss 1939. Ab 1941 war er am National Bureau of Standards beschäftigt. Von 1969 bis 1974 leitete er dort die Abteilung Aerodynamik und von 1975 bis 1978 die Hydrodynamik. 1978 wurde er dort Senior Scientist und nach seiner Pensionierung 1983 war er als Berater tätig. 1981 erhielt er den Hydrodynamik-Preis der American Physical Society.
Von 1970 bis 1984 war er Mitglied der Gruppe für Grenzschichten (Boundary Layer Transition Group) des US Naval Systems Command (Grenzschichten sind dort insbesondere für U-Boote wichtig). Für diese Beiträge wurde er 1981 Fellow der National Academy of Engineering.
Grenzschichten vom Typ K sind nach ihm benannt (Klebanoff 1959, siehe Direkte Numerische Simulation).